# Sainte-Marthe, Eure
Sainte-Marthe är en kommun i departementet Eure i regionen Normandie i norra Frankrike. Kommunen ligger i kantonen Conches-en-Ouche som tillhör arrondissementet Évreux. År 2022 hade Sainte-Marthe 491 invånare.

## Befolkningsutveckling
Antalet invånare i kommunen Sainte-Marthe
Referens:INSEE